# 列夫·沙皮罗
列夫·鲍里索维奇·沙皮罗（俄语：Лев Борисович Шапиро，1927年3月8日—2021年1月25日），苏联政治人物，曾任苏共犹太自治州委第一书记。

## 生平
1949年毕业于莫斯科钢铁合金学院，同年在阿穆尔河畔共青城参加工作。1959年加入苏联共产党。1966年至1970年，担任阿穆尔河畔共青城阿穆尔斯塔尔工厂党委书记。1970年至1987年，担任苏共犹太自治州委第一书记。1976年至1982年，担任苏共中央审计委员会委员。1981年至1989年，担任苏共中央候补委员。1987年退休。1988年从比罗比詹移居莫斯科。2021年1月25日逝世。